# Yubo

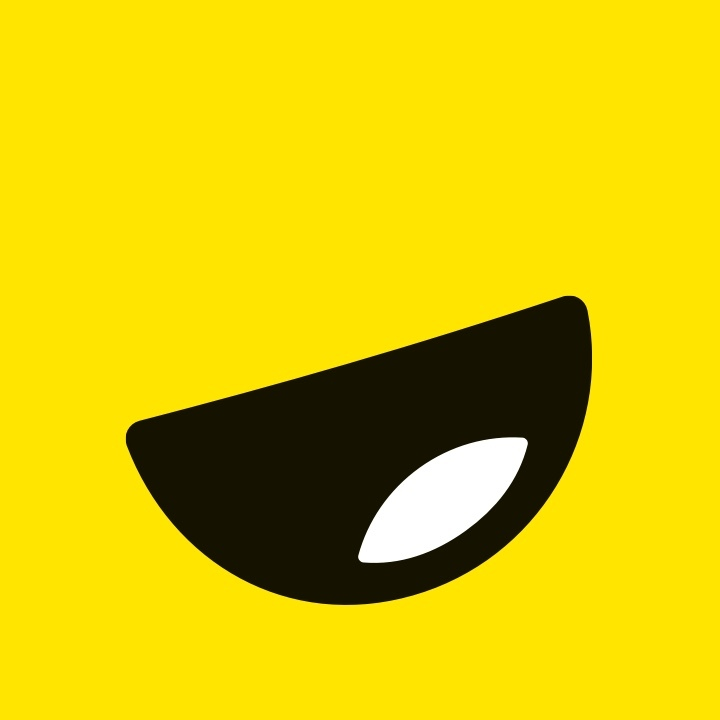
Ícone

Yubo, inicialmente denominado Yellow, é uma aplicação móvel, uma rede social projetada para “fazer novos amigos” e criar um sensação de comunidade. O Yubo foi lançado por três estudantes de engenharia franceses em 2015 e está disponível para iOS e Android. Destinado a adolescentes e jovens dos 13 aos 25 anos, a aplicação permite aos utilizadores a criação de grupos de vídeo e chat ao vivo com até 10 amigos. A aplicação tem 40 milhões de utilizadores em todo o mundo. 
Yubo, inicialmente denominado “Yellow”, é uma aplicação móvel criada em 2015 por Sacha Lazimi, Jérémie Aouate e Arthur Patora, três estudantes franceses de escolas de engenharia, a CentraleSupélec e a Télécom Paris. A aplicação teve dois precursores: Saloon em 2012 e Twelve em 2013.
O lançamento do Yubo ocorreu em outubro de 2015 no iPhone e Android. Em março de 2017, a agência especializada App Annie indicou que desde dezembro de 2016 o Yubo se encontrava “entre as 10 aplicações mais descarregadas na categoria ‘Lifestyle’”.
Em dezembro de 2019, a empresa realizou capital no valor 11,2 milhões de euros junto dos fundos de investimento Iris Capital e Idinvest Partners, mas também junto dos seus habituais investidores: Alven, que é seu investidor histórico, Sweet Capital e Village Global, que conta entre os seus investidores Mark Zuckerberg e Jeff Bezos.
Em setembro de 2020, o Yubo anunciou um rápido crescimento devido ao distanciamento social no meio da pandemia global. A empresa, que deseja continuar o seu desenvolvimento nos Estados Unidos e na América Latina, instalou-se em Jacksonville, Flórida, local escolhido para estabelecer a sua sede social norte-americana. O Yubo também está a abrir um escritório em Londres.
Em novembro de 2020, o Yubo captou novos fundos, arrecadando 40 milhões de euros junto dos seus investidores históricos e de um novo participante, Gaia Capital Partner. O objetivo é, em particular, fortalecer a moderação e desenvolver o mercado asiático.

## Utilizadores
A Yubo estabeleceu-se pela primeira vez em países anglo-saxónicos, em particular nos Estados Unidos, Reino Unido e Austrália. De facto, no seu início, o Yubo ofereceu aos seus utilizadores a possibilidade de encontrar novos amigos graças ao Snapchat, uma aplicação amplamente utilizada em países anglo-saxónicos.
A empresa apresentou os seguintes números: em 2017, 70% dos novos inscritos tinham entre 13 e 17 anos. No final de 2019, a aplicação era utilizada principalmente por jovens, sendo que os jovens entre os 15 e os 20 anos representavam 80% dos utilizadores.
Em dezembro 2019, os Estados Unidos representavam então 40% dos utilizadores, o Canadá 10%, o Reino Unido 20% e os países escandinavos 20%.
Em 2020, no contexto da pandemia de COVID-19, a empresa anunciou uma aceleração do crescimento dos seus negócios com um aumento de 350% no tempo despendido em grupos de foco e 8,5 milhões de novos membros registados entre janeiro e setembro. De acordo com o Les Échos, a aplicação é muito “popular nos Estados Unidos e apela especialmente à geração 16-21”. Em novembro de 2020, a empresa reivindicava 40 milhões de membros.

## Modelo económico e dados financeiros
A empresa Yubo não publicita a sua aplicação e afirma que não monetiza os dados dos seus utilizadores. A empresa afirma que a sua única fonte de receitas é a venda de funcionalidades adicionais. Por exemplo, os utilizadores podem comprar um “boost” para aumentar a visibilidade do seu perfil e assim obter mais interações sociais. A empresa declarou um volume de negócios em 2019 de 10 milhões de dólares (8,9 milhões de euros).

## Características especiais
O Yubo permite-lhe criar grupos de discussão de vídeo em tempo real, com um máximo de 10 membros. O objetivo declarado pelos criadores da aplicação é que o Yubo se possa tornar um local familiar para os utilizadores, que serão capazes de socializar online como na “vida real”. Vários observadores, incluindo a psicóloga clínica Emma Levillair, notam que o Yubo desistiu do botão “Gostar” e acreditam que o modelo de rede social desenvolvido pela empresa Yubo se destaca da maioria das redes sociais anteriores, sendo este último mais baseado na partilha de conteúdos e na subscrição de contas de “influenciadores” com muitos subscritores.
O Yubo é composto por duas comunidades, uma para jovens dos 13 aos 17 anos e outra para pessoas com 18 anos ou mais.
A aplicação dá ênfase especial em ajudar os adolescentes a conhecer novas pessoas e criar círculos amigáveis. Uma das funcionalidades do Yubo é percorrer os perfis e indicar quais são do seu interesse. Se o interesse for partilhado, pode ser iniciada uma troca particular. Assim, o Yubo possibilita a criação de um contacto de acordo com semelhanças de perfis e não de acordo com as interações observadas entre as diferentes contas, como é o caso de outras redes sociais.
A capacidade de percorrer os perfis e iniciar uma conversa se o interesse for mútuo é um princípio semelhante ao da aplicação de encontros Tinder, e o Yubo costuma ser apelidado pela imprensa de “Tinder para adolescentes”. A empresa Yubo considera a comparação com o Tinder inadequada afirmando que, entre outras coisas, a maioria dos utilizadores nunca se encontra fisicamente e que 80% deles estão geograficamente localizados a um mínimo de 80 km de distância.

## Críticas
Nos seus primeiros dias, o Yubo foi criticado pela imprensa, associações e especialistas em proteção à infância que levantaram diversos problemas: risco de predação sexual de jovens por adultos, envio de fotos de nudez e casos de assédio. A empresa Yubo implementou várias melhorias nos sistemas de segurança, e, no final de 2019, a Yubo garantiu que os seus problemas de moderação eram coisa do passado. Os especialistas em segurança reconhecem o compromisso e o progresso do Yubo nessa área, embora acreditem que nem o Yubo nem as redes sociais em geral conseguem alcançar um nível de risco zero.